# Tyson Foods
Tyson Foods, Inc. är ett amerikanskt multinationellt livsmedelsföretag som är världens näst största producent av kött från fjäderfä, fläsk och nöt. De har verksamheter i Australien, Kina, Malaysia, Nederländerna, Storbritannien, Sydkorea, Thailand och USA och producerar tillsammans omkring 74 miljoner punds (34 miljoner kilogram) köttprodukter per vecka.
Deras största kunder är bland annat Burger King, The Kroger Company, McDonald's Corporation, Wal-Mart Stores, Inc., Wendy's och samtliga restaurangkedjor som ägs av Yum! Brands, Inc. som KFC och Taco Bell.